# John Irving
John Winslow Irving, född som John Wallace Blunt, Jr. den 2 mars 1942 i Exeter, New Hampshire, är en amerikansk författare.
Han är en mycket populär och läst författare, både i hemlandet och internationellt. Flera av hans böcker har blivit filmer, exempelvis Garp och hans värld (film 1982), Hotell New Hampshire (film 1984) och Ciderhusreglerna (film 1999, regisserad av Lasse Hallström).

## Biografi
John Irving föddes som John Wallace Blunt, Jr. under andra världskriget, och hans far tjänade landet i flygvapnet. Han var endast två år när föräldrarna skildes, och när hans mor gifte om sig med en universitetslektor i rysk historia 1948, bytte hon namn på honom till John Winslow Irving. Han har inte träffat sin far sedan skilsmässan, vilket är ett återkommande tema i hans författarskap.
Trots vad man förmodar vara en lättare dyslexi, började Irving studera, och under studietiden började han tävla i brottning. Efter studier vid University of Pittsburgh började han vid universitetet i Wien, och reste sedan genom Europa på motorcykel. Han fortsatte sina studier vid University of New Hampshire, och tog examen 1965. Därefter erhöll han ett stipendium, som möjliggjorde studier i författarskap vid University of Iowa, varifrån han utexaminerades 1967. Han var då redan gift och far.
Hans första tjänst var som engelsklärare i Vermont, och han debuterade som författare 1968 med Setting Free the Bears (Släpp björnarna loss). Under de kommande åren gjorde han parallella karriärer som författare och vid universiteten. Han slog igenom hos den breda läsekretsen 1978 med The World According to Garp (Garp och hans värld), och slog även igenom internationellt. Sedan dess har varje roman han skrivit varit en stor framgång, och han har etablerat sig som en av samtidens mest framstående författare.
Han skilde sig från sin första hustru 1981, och gifte om sig 1987 med Janet Turnbull, sin agent.